# Dankeskirche (Braunschweig)

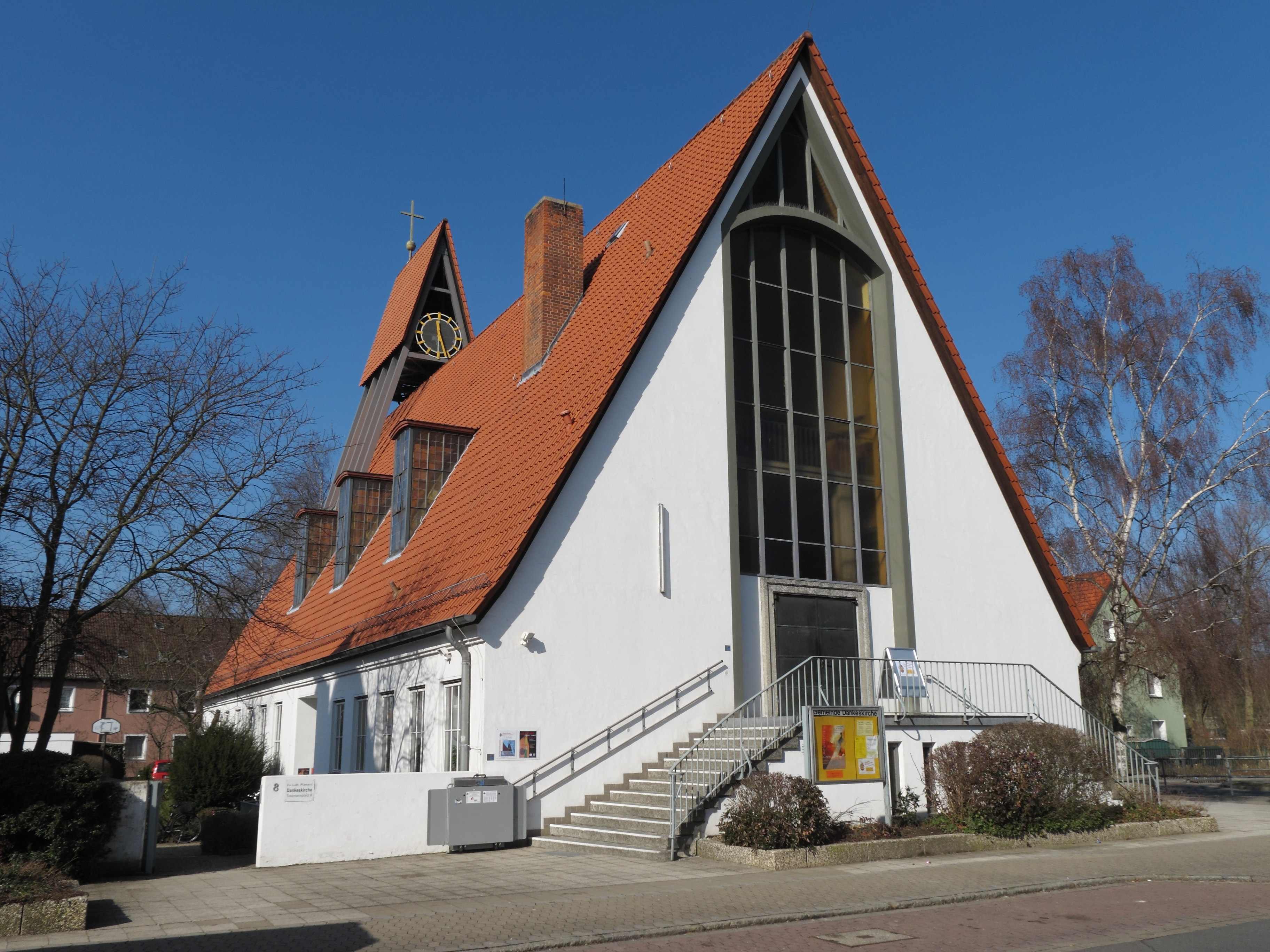
Ostansicht

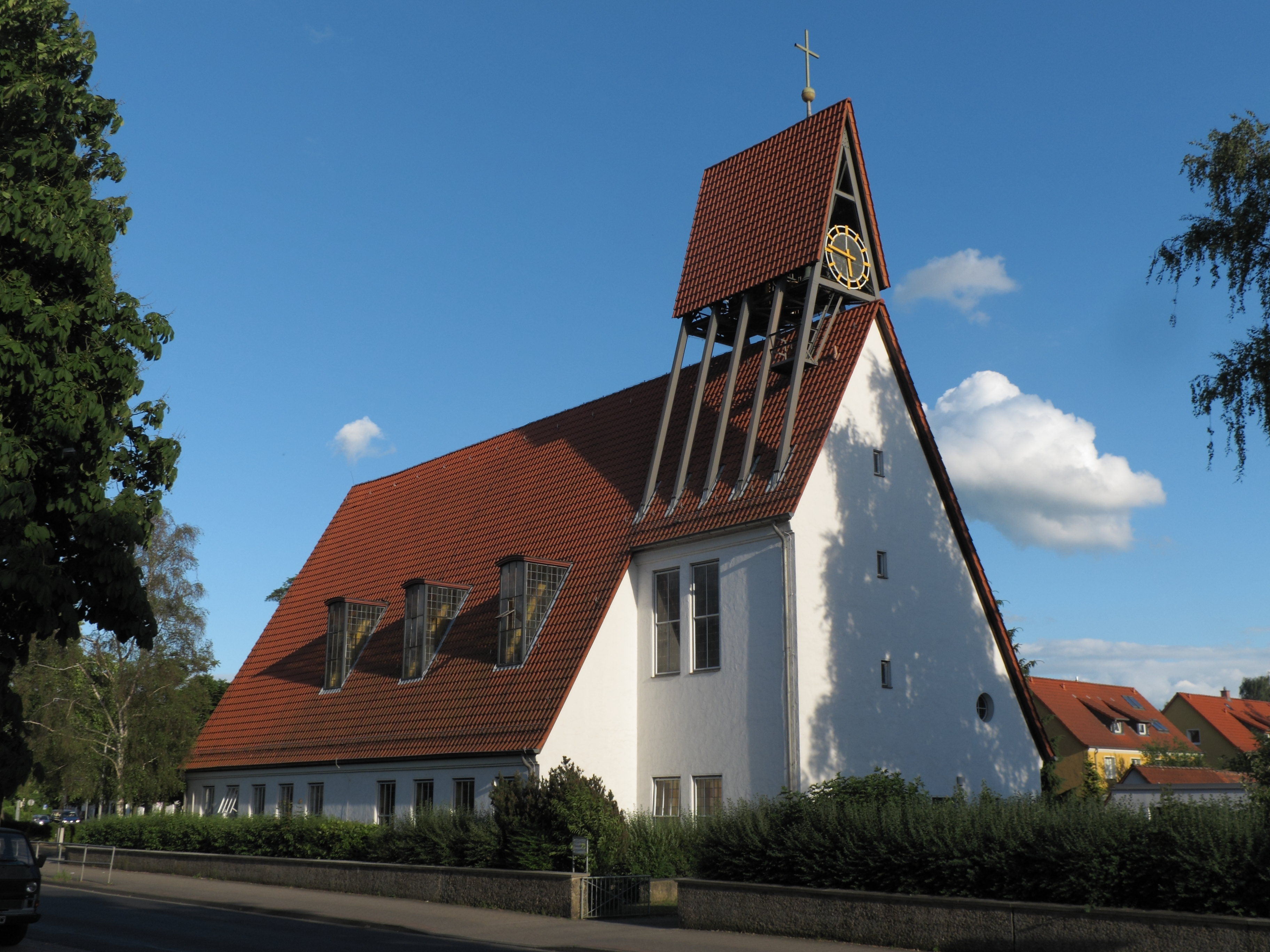
Westansicht mit Dachreiter

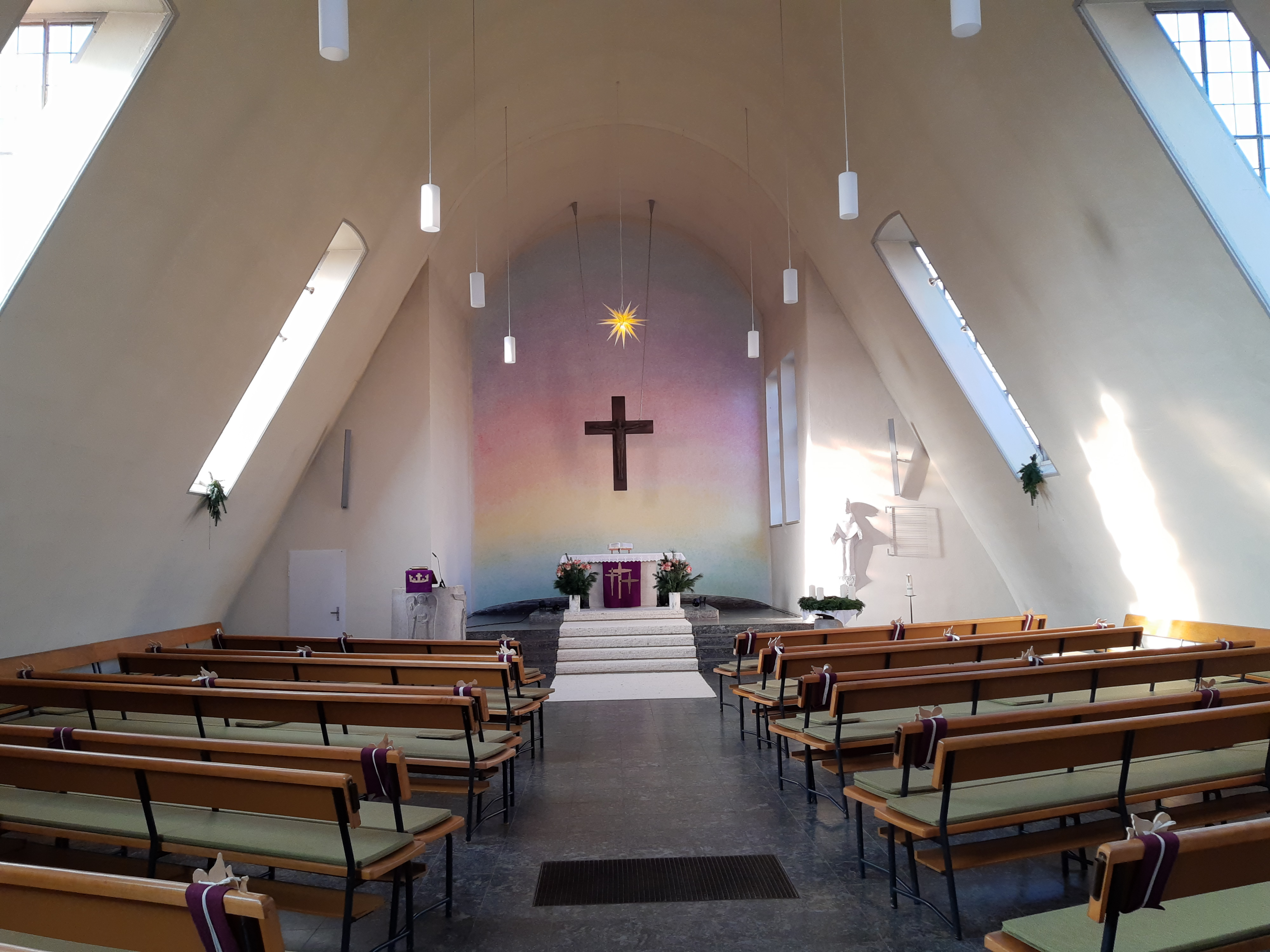
Innenansicht

Die Dankeskirche in der Schuntersiedlung in Braunschweig ist eine Kirche der evangelisch-lutherischen Gemeinde „Die Brücke“ im modernen Stil. Das Baudenkmal am Tostmannplatz wurde von 1952 bis 1954 als erster Kirchenneubau der Stadt in der Nachkriegszeit errichtet. Zu den Besonderheiten der Dankeskirche gehört der Aufbau als zweigeschossiges Bauwerk, Kirchenraum (Obergeschoss) und Gemeinderäume (Erdgeschoss) befinden sich gemeinsam im Kirchengebäude. Sowohl die Fassade als auch die Innenwände sind schlicht und modern gehalten und bis auf den Altarraum schmucklos bemalt.

## Geschichte und Architektur
Als die Schuntersiedlung in den 1930er Jahren angelegt wurde, war der Bau einer Kirche zunächst nicht vorgesehen. Erst in der Nachkriegszeit entwickelte sich eine Kirchengemeinde, nachdem Pastor Paul Finck 1947 in einer Baracke einen Kindergarten einrichtete und dort ebenfalls Gottesdienste abhielt und die Zahl der Einwohner in der Schuntersiedlung und der Michelfeldersiedlung stieg. 1950 wurde Pastor Finck als Pfarrer der Kirchengemeinde Schuntersiedlung/Kralenriede eingeführt.
Die Dankeskirche wurde nach den Plänen des Architekten Friedrich Berndt (1903–1983) erbaut. Das Richtfest wurde am 29. April 1954 gefeiert. Am 8. August 1954 wurde die Kirche durch Landesbischof Martin Erdmann eingeweiht. Im Oktober 1961 erhielt die Dankeskirche zwei neu gegossene Glocken aus einer Heidelberger Gießerei. Von 1970 bis 1971 wurde das Pfarrhaus errichtet.

## Orgel
Die Orgel der Dankeskirche wurde in zwei Bauabschnitten 1954 und 1961 durch Friedrich Weißenborn errichtet.
| I Hauptwerk C–g3 |    |
| Prinzipal        | 8′ |
| Spitzgedackt     | 8′ |
| Oktave           | 4′ |
| Waldflöte        | 2' |
| Mixtur IV        |    |
| Zimbel III       |    |
| Trompete         | 8′ |

| II Rückpositiv C–g3 |    |
| Gedackt             | 8′ |
| Rohrflöte           | 4′ |
| Prinzipal           | 2′ |
| Sifflöte            | 1′ |
| Sesquialtera II     |    |
| Tremulant           |    |

| Pedal C–f1 |     |
| Subbass    | 16′ |
| Prinzipal  | 8′  |
| Choralbass | 4′  |

- Koppeln: II/I, I/P, II/P